# Biserica de lemn din Mlăceni

Biserica de lemn din Mlăceni, 2009

Biserica de lemn din Mlăceni. Pictura de deasupra intrării în biserică. Foto: 2009

Biserica de lemn din Mlăceni, cu hramul „Sf. Gheorghe”, este clasată ca monument istoric, cod LMI VL-II-m-B-09828.